# Гаррі і Гендерсони
«Гаррі і Гендерсони» (англ. Harry and the Hendersons) — американська фантастична комедія 1987 року, знята та спродюсована Вільямом Діром. У головних ролях — Кевін Пітер Холл, Джон Літгоу, Мелінда Діллон, Маргарет Ленгрік, Джошуа Рудой, Дон Амічі та Девід Суше. Рік Бейкер створив грим і дизайн Гаррі, за свою роботу отримав «Оскар» у категорії Найкращий грим та зачіски.
У фільмі розповідається про зустріч сім’ї із Сіетла з криптозоологічною істотою Бігфутом, частково натхненну численними свідченнями про його появу на Тихоокеанському північному заході, в Каліфорнії та в інших частинах Сполучених Штатів і Канади протягом трьох століть.

## Сюжет
Сімейство Гендерсонів повертається додому в передмістя Сіетла після походу в Каскадні гори. Дорогою додому голова сімейства Джордж збиває снігову людину на своєму універсалі. Вважаючи, що істота мертва і може принести їм багатство та славу, сім'я прив'язує її до даху свого автомобіля. Мисливець, який вистежував Бігфута, знаходить пошкоджений номерний знак Гендерсонів.
Тієї ж ночі Джордж вирушає оглянути снігову людину і виявляє, що вона втекла. Він знаходить створіння на кухні, яке вже встигло перекинути холодильник у пошуках їжі. Родина розуміє, що воно розумне і доброзичливе, і Джордж вирішує повернути його в дику природу. Назвавши снігову людину "Гаррі", Джордж намагається заманити його в універсал, але той засмучується і тікає.
Засмучена родина намагається повернутися до нормального життя, але випадки появи Гаррі стають дедалі частішими, що викликає ажіотаж у засобах масової інформації. Джордж вирішує знайти Гаррі і відвідує "Північноамериканський музей антропології", щоб поспілкуватися з доктором Воллесом Райтвудом, вважаючи його експертом з криптозоології. Залишивши свій номер телефону співробітнику музею, Джордж продовжує пошуки. Легендарний французько-канадський мисливець, який став слідопитом снігових людей, Жак ЛаФльор, знаходить будинок Гендерсонів. Джордж слідує за повідомленням про снігову людину в місті, тоді як Гаррі уникає мисливців і поліції, намагаючись знайти притулок. Джордж рятує Гаррі від ЛаФльора, якого заарештовують, і возз'єднує його зі своєю родиною.
Джордж запрошує доктора Райтвуда на вечерю. Він закликає Гендерсонів відмовитися від ідеї з Біґфутом, оскільки ця істота зруйнувала його життя. Однак зустріч з Гаррі знову повертає доктору ентузіазм. ЛаФльор, вийшовши з в'язниці під заставу, вирушає до будинку Гендерсонів. Гаррі та Гендерсони разом з доктором Райтвудом тікають у його вантажівці, а ЛаФльор йде слідом за ними. У горах Джордж намагається змусити Гаррі піти. Спантеличений і засмучений, Гаррі тікає, але ЛаФльор намагається його застрелити. Гаррі знешкоджує ЛаФльора. Мисливець відмовляється від подальшого полювання, коли розуміє, що Гаррі не просто звір.
Коли родина прощається, Джордж просить Гаррі берегти себе, на що той відповідає: «Гаразд» (англ. Okay), показуючи, що має здібності до вивчення мови. Коли Гаррі йде, з'являються ще четверо снігових, які переховуються, і згодом зникають разом з Гаррі.

## Акторський склад
| Актор            | Роль                     |
| ---------------- | ------------------------ |
| Кевін Пітер Голл | Гаррі                    |
| Джон Літгоу      | Джордж Гендерсон         |
| Мелінда Діллон   | Ненсі Гендерсон          |
| Маргарет Ленгрік | Сара Гендерсон           |
| Джошуа Рудой     | Ерні Гендерсон           |
| Дон Амічі        | доктор Воллес Райтвуд    |
| Девід Суше       | мисливець Жак ЛаФльор    |
| Лейні Казан      | Ірен Моффат              |
| Майкл Еммет Волш | Джордж Гендерсон старший |
| Вільям Дір       | камео                    |

## Випуск
У кінотеатрах фільм вийшов 5 червня 1987, відкрившися з третього місця після «Поліцейського з Беверлі-Хіллз 2» і «Недоторканних». Загалом він зібрав $29,8 мільйона в північноамериканському прокаті та $20,2 мільйона на міжнародному ринку, що склало $50 мільйонів у світовому масштабі.
У грудні 1987 року був випущений на LaserDisc, а також на VHS. На DVD фільм вийшов у січні 2011 року. Однодисковий Blu-ray з фільмом був виданий 4 березня 2014.

## Телевізійний спін-офф
У фільму був спін-офф у вигляді телевізійного серіалу, який також називався Гаррі та Гендерсони. Кевін Пітер Голл також грав Гаррі до його смерті в 1991 році. Після цього роль Гаррі виконували: Даван Скотт у 1991—1992 роках і Браян Стіл у 1992—1993 роках.

## Нагороди
| Рік  | Нагорода | Категорія                 | Номінант   | Результат | Пос.  |
| ---- | -------- | ------------------------- | ---------- | --------- | ----- |
| 1988 | Оскар    | Найкращий грим та зачіски | Рік Бейкер | Перемога  | [ 5 ] |